# Ukrainisches Institut für Nationale Erinnerung

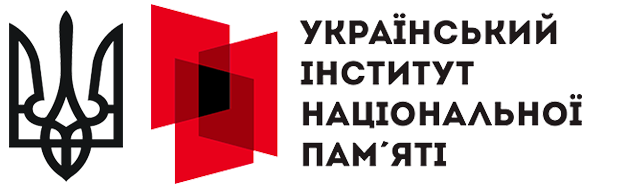
Logo des UINP

Das Ukrainische Institut für Nationale Erinnerung (ukrainisch Український інститут національної пам'яті / Ukrajinskyj instytut nazionalnoji pamjati, wiss. Transliteration Ukraïnsʹkyj instytut nacionalʹnoï pamʼjati / Abk. УІНП / UINP) ist ein ukrainisches Institut, das „maßgeblich“ die „Richtung der nationalstaatlichen Geschichts- und Erinnerungspolitik“ bestimmt.

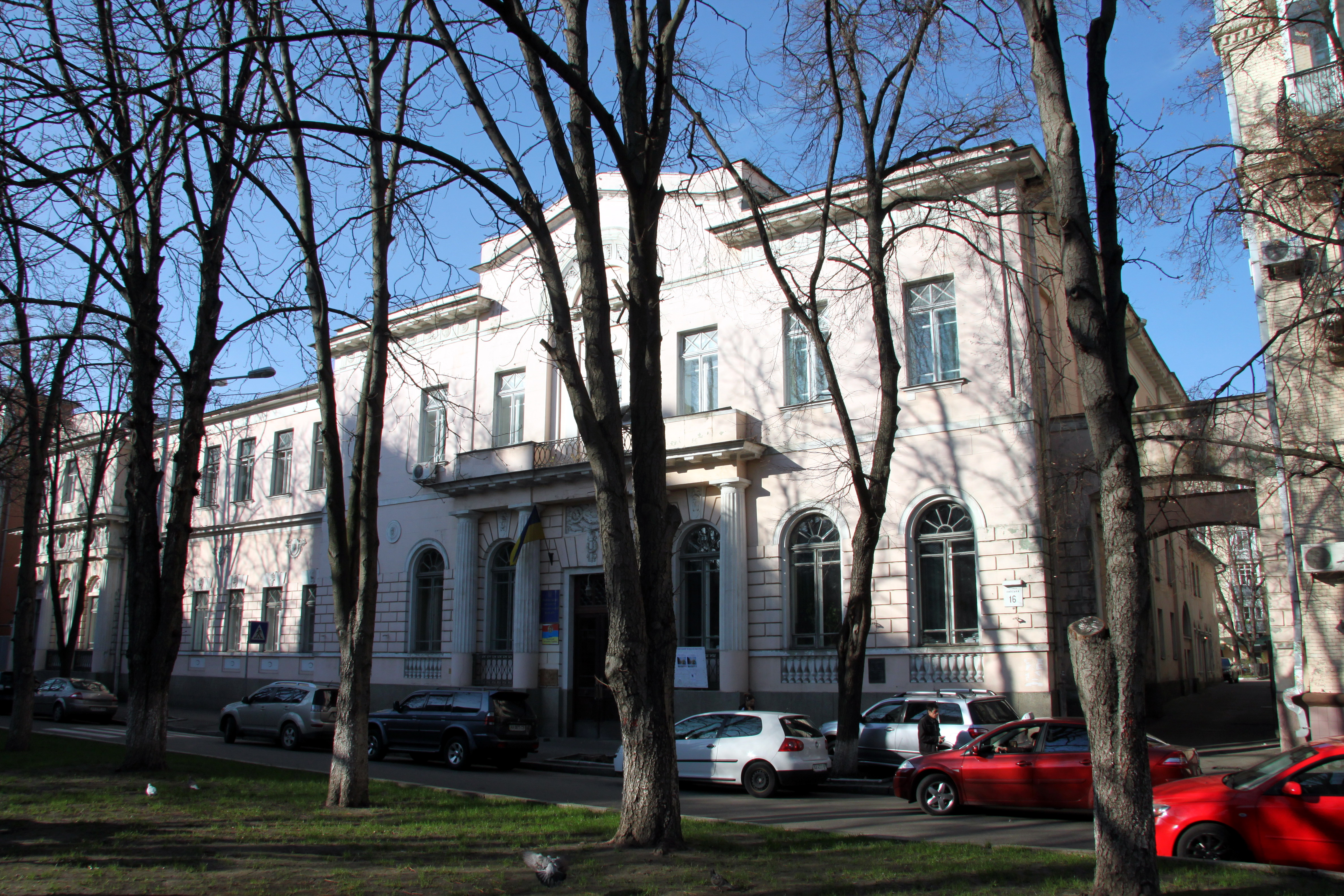
Lypska-Straße 16, Kiew

## Einführung
Es untersteht dem Ministerkabinett der Ukraine, dem obersten Organ der Exekutive der Ukraine. Es wurde am 31. Mai 2006 gegründet als spezielle Einrichtung für die Wiederherstellung und Bewahrung des nationalen Gedächtnisses des ukrainischen Volkes. Von 2006 bis 2010 war es eine zentrale staatliche Einrichtung mit Sonderstatus, von 2010 bis 2014 eine Forschungseinrichtung.
Am 9. Dezember 2010 wurde das Institut durch einen Erlass von Wiktor Janukowytsch aufgelöst, und am selben Tag schuf das Ministerkabinett der Ukraine an seiner Stelle das UINP als Forschungseinrichtung, die dem Ministerkabinett der Ukraine untersteht.
Dem Autor Mikola Dawidjuk zufolge hat das Institut dreißig Mitarbeiter.

## Direktoren
- Ihor Juchnowskyj, seit 22. Mai 2006[6]
- Walerij Soldatenko[7], seit 19. Juli 2010
- Wolodymyr Wjatrowytsch[8], seit 25. März 2014[9]
- Anton Drobowitsch[10], seit 4. Dezember 2019[11][12]

## Dekommunisierung in der Ukraine
Im Mai 2015 unterzeichnete der ukrainische Präsident Petro Poroschenko vier Gesetze zur Dekommunisierung in der Ukraine. Der Direktor des Instituts, Wolodymyr Wjatrowytsch, war an der Ausarbeitung von zwei dieser Gesetze beteiligt.
Das Gesetz über den Zugang zu den Archiven der repressiven Organe des kommunistischen totalitären Regimes der Jahre 1917–1991 erteilt dem Institut die Zuständigkeit für die staatlichen Archive über die Repressionen während der Sowjetzeit.
Der kanadische Historiker David R. Marples initiierte einen von zahlreichen mit der Ukraine befassten Historikern unterzeichneten offenen Brief an Petro Poroschenko diese Gesetze nicht gegen zu zeichnen. In Antwort darauf bezeichnete Wolodymyr Wjatrowytsch die von ukrainischen Nationalisten gegangenen Massenmorde an Polen und Juden als bloße "Einzelmeinungen" und warf den Unterzeichnern vor, russische Propaganda zu verbreiten.
Laut Christian Hörbelt wäre eine „staatlich geförderte multiperspektivische und demokratische Erinnerungskultur“, welche die Opfer- und Täterkollektive gleichermaßen aufarbeitet, unabdingbar für eine gesellschaftliche Aussöhnung nach totalitär-autoritären Herrschaftsphasen. Die „objektive Aufarbeitung“ der sowjetischen Verbrechen wird aber zurzeit nur schwer zu realisieren sein. Es müsste dazu auch Russland bereit sein, eine „kritische Aufarbeitung seiner imperialen Sowjetgeschichte“ zuzulassen, was unter der Präsidentschaft von Wladimir Putin als sehr unwahrscheinlich gilt.